# سد دادین کووا
سد دادین کووا (به لاتین: Dadin Kowa Dam) یک سد در نیجریه است که در ایالت گومبه واقع شده‌است.